# Lucien Bonaparte
Pour les articles homonymes, voir Maison Bonaparte et Lucien Bonaparte (archidiacre).
Lucien Bonaparte,, né à Ajaccio le 21 mai 1775 et mort à Viterbe le 29 juin 1840 est le troisième fils de Charles-Marie Bonaparte et de Maria Letizia Ramolino et le deuxième frère de Napoléon Bonaparte. Homme politique français, il est député puis président du Conseil des Cinq-Cents en 1799, ministre de l'Intérieur (1799 – 1800) puis tribun (1802). Il est prince romain de Canino, prince français en 1815, puis prince (romain) de Musignano en 1824 et prince (romain) Bonaparte en 1837. Il a douze enfants de son second mariage, dont Charles-Lucien Bonaparte (1803 – 1857), Louis-Lucien Bonaparte (1813 – 1891) et Pierre Bonaparte (1815 – 1881).

## Biographie

### Jeunesse
Comme tous les garçons Bonaparte, il naît en Corse mais poursuit ses études sur le continent, à Autun, puis à Brienne où il rejoint son frère aîné Napoléon, mais il renonce à la carrière des armes pour celle de l'Église et entre au séminaire d'Aix-en-Provence. Revenu en Corse, il continue dans cette voie quand la Révolution française vient bouleverser sa vie.
Il a 15 ans et s'enthousiasme pour les idées nouvelles. Secrétaire particulier de Pascal Paoli, Lucien, devenu jacobin, se brouille avec ce dernier en 1793, à la mort de Louis XVI. Il ourdit alors contre lui un complot qui échoue et qui provoque le bannissement de Corse de toute la famille Bonaparte.
En 1794, il a 19 ans : réfugié à Saint-Maximin où il est garde-magasin des subsistances, il y épouse Christine Boyer, la fille illettrée de son aubergiste, s'inscrit au Club des Jacobins où il prend le nom de Brutus, en hommage au personnage de la Rome antique assassin de Jules César pour « sauver la République » . Il devient chef du parti révolutionnaire de Marathon (Saint-Maximin). Il se lie d'amitié avec Maximilien de Robespierre et se retrouve en prison à la chute de ce dernier. Soutenu par son frère devenu général, il obtient un poste de commissaire des guerres à l'armée du Nord, une fois l'agitation de thermidor retombée.

### Vie politique

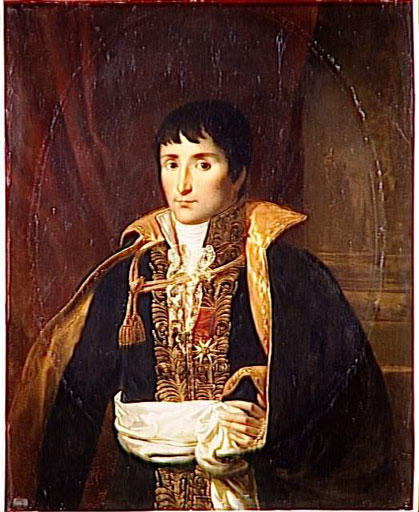
Portrait par Robert Lefèvre.

Il vient à Paris, fréquente Barras. Dans le sillage de ce dernier, il entame une carrière politique indépendante de son frère Napoléon, s'appuyant sur ses réseaux jacobins et corses. Il devient député aux Conseil des Cinq-Cents pour la Corse en 1798.
Il est, en tant que député, membre de la commission chargée de proposer une loi répressive des délits de la presse, antécédent historique à la liberté de la presse, ladite presse étant, à l'époque, placée sous la surveillance de la police par la loi du 19 fructidor de l'an V.
Puis il devient le président du Conseil fin octobre 1799 jusqu'au 18 brumaire qu'il avait activement préparé avec notamment Sieyès, Cambacérès et Talleyrand. Il sauve son frère de l'échec lors du coup d'État en réclamant la dissolution du Conseil : lire l'article consacré au coup d'État.
Après le coup d'État, il est nommé par les consuls ministre de l'Intérieur du Consulat à partir du 24 décembre 1799. Cependant, ses attributions se superposent avec celles du ministre de la police, Joseph Fouché. Celui-ci, entré en concurrence avec Lucien Bonaparte, parvient à le brouiller avec Napoléon, son frère et Premier Consul. En effet, Fouché exploite habilement les défauts de Lucien : dépenses exorbitantes, multiples maîtresses, favoritisme de concessions publiques, mauvaise gestion, critiques ouvertes du Premier Consul et de son épouse Joséphine de Beauharnais. Puis, le Premier Consul Napoléon Bonaparte écarte, le 5 novembre 1800, son frère Lucien à la demande de son ministre de la Police qui venait de prouver que la brochure Parallèle entre César, Cromwell, Monck et Bonaparte, dont un passage a provoqué des troubles dans l'armée, provenait du ministère de l'intérieur.
Le lendemain, Lucien est nommé ambassadeur en Espagne ; pendant un an, il y fait prévaloir l'influence française contre le parti britannique et regagne par là les bonnes grâces du premier consul, bien qu'il ait touché plusieurs pots-de-vin des Espagnols et des Portugais. De retour en France, il est membre du Tribunat en 1802 mais finalement, sa mésentente avec Napoléon le fait s'écarter de la course au pouvoir. Il accepte cependant un mandat au Sénat conservateur.
Sa première femme meurt en couches en 1800, le laissant père de deux enfants. Il se remarie avec une veuve, Alexandrine de Bleschamp veuve Jouberthon, qui vient de lui donner un fils en 1803, Charles-Lucien. Cette union provoque la fureur du futur empereur et oblige Lucien à partir à Rome et à se retirer auprès du pape Pie VII, dont il s'était concilié l'amitié en 1801 en soutenant le Concordat. Refusant de se séparer de sa femme, en 1804, il est tenu à l'écart des honneurs et promotions du sacre impérial, tandis que sa famille est déclarée non-dynaste en France. La mésentente avec Napoléon, qui lui doit pourtant en grande partie le pouvoir, est telle que Lucien, selon Chaptal, aurait demandé à son frère : « Ne crains-tu pas que la France ne se révolte contre l'indigne abus que tu fais du pouvoir ? » ce à quoi Napoléon lui aurait répondu : « Ne crains rien, je la saignerai tellement au blanc qu'elle en sera de longtemps incapable ». De plus, si Lucien voit son deuxième mariage réprouvé par son frère, lui aussi critique le mariage de son frère avec Joséphine. Toujours selon Chaptal, il lui aurait dit : « Et toi aussi, tu as épousé une veuve. Mais la mienne n'est ni vieille ni puante. » La tension est forte entre les deux hommes, notamment en raison de la volonté de Napoléon de mener une politique matrimoniale à l'échelle de sa famille. Lucien dit alors à Roederer à propos de Napoléon : « Je l'honore, je le respecte, je l'admire comme chef de gouvernement, je ne l'aime plus comme un frère. »
Il se fixe près de Viterbe dans la terre de Canino, érigée par le pape en principauté. La réconciliation ne se fait pas avec Napoléon, si bien que Lucien veut partir aux États-Unis. En 1810, il est arrêté au cours de cette traversée par les Britanniques qui le tiennent prisonnier jusqu'en 1814. En exil à Rome à partir de mai 1814, il est fait prince de Canino le 31 août de cette année par le pape Pie VII.

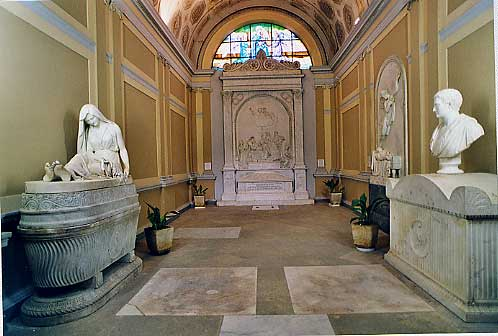
La chapelle Bonaparte dans la Collégiale de Canino.

Il apprend en 1815 le retour de Napoléon de l'île d'Elbe et décide immédiatement de rentrer en France. L'empereur accepte de le recevoir, scellant la réconciliation. Il est fait pair de France (2 juin 1815, il est ipso facto comte de l'Empire), devient prince français et est couvert d'honneurs tout en demeurant néanmoins exclu de la succession impériale pour cause de mariage non autorisé par l'empereur. La chute définitive de Napoléon après Waterloo l'oblige à retourner à Rome, proscrit sous la Restauration. Fait prince de Musignano le 21 mars 1824 par le pape Léon XII, puis prince Bonaparte par Grégoire XVI le 16 avril 1837, il meurt en exil le 29 juin 1840 et est enterré dans la Collégiale de Canino.
Ses descendants sont faits « princes Bonaparte » sous Napoléon III et non « princes français » ; un prédicat d'Altesse est accordé au seul aîné d'entre eux[réf. nécessaire].
Les papiers personnels de Lucien Bonaparte et de ses descendants sont conservés aux Archives nationales sous la cote 103AP.

## Mariages et descendance

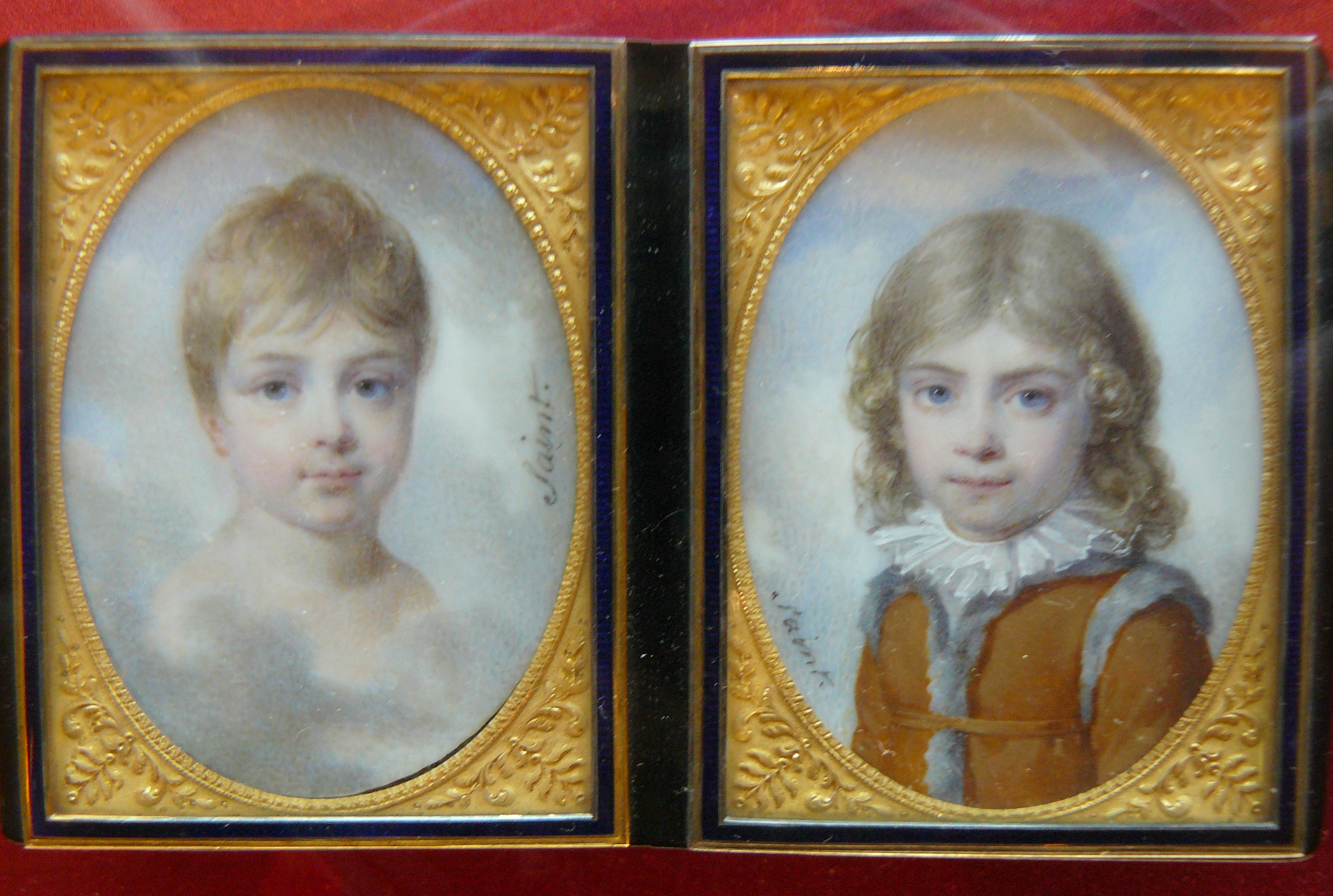
Deux enfants (non identifiés) de Lucien, miniature sur émail de Daniel Saint, musée du Louvre.

- Marié le 4 mai 1794 avec Christine Boyer (1771-1800), dont :
  - Philistine Charlotte Bonaparte née à Saint-Maximin le 22 février 1795, morte à Rome le 6 mai 1865, princesse française et altesse impériale (1815)[réf. nécessaire], princesse Bonaparte et altesse (1853)[11], mariée en 1815 à don Mario Gabrielli, 3e prince de Prossedi (1773-1841) puis en 1842 au chevalier Settimio Centamori ;
  - N. Bonaparte (1796-1796) ;
  - Victoire Bonaparte (1797-1797) ;
  - Christine-Égypta Bonaparte née à Paris le 19 octobre 1798, morte à Rome le 19 mai 1847, princesse française et altesse impériale (1815), mariée en 1818 à Arvid comte Posse, chambellan à la cour de Suède puis en 1824 à Lord Dudley Coutts Stuart, député à la Chambre des communes.
- Marié en 1803 avec Alexandrine de Bleschamp (†1855), dont :
  - Charles-Lucien Jules Laurent Bonaparte (1803-1857), prince français et altesse impériale (1815)[réf. nécessaire], prince Bonaparte et altesse (1853)[11], naturaliste et ornithologue ;
  - Lætitia Bonaparte (1804-1871), princesse française et altesse impériale (1815)[réf. nécessaire], princesse Bonaparte et altesse (1853)[11], mariée à sir Thomas Wyse, mère de Marie-Lætitia Bonaparte-Wyse (1831-1902) poète et femme de lettres française et de Lucien Napoléon Bonaparte-Wyse (1845-1909), promoteur du canal de Panama ;
  - Joseph Bonaparte (1806-1807) ;
  - Jeanne Bonaparte née à Rome le 22 juillet 1807, morte à Jesi le 22 septembre 1829, princesse française et altesse impériale (1815)[réf. nécessaire], mariée à Canino en avril 1825 à Honoré marquis Honorati (1800-1856) ;
  - Paul Bonaparte né à Canino le 19 février 1809, mort accidentellement le 7 septembre 1827 près de Nauplie[12], prince français et altesse impériale (1815)[réf. nécessaire], sans alliance ;
  - Louis-Lucien Bonaparte (1813-1891), prince français et altesse impériale (1815)[réf. nécessaire], prince Bonaparte et altesse (1853)[11], philologue auteur notamment de travaux sur la langue basque ;
  - Pierre-Napoléon Bonaparte (1815-1881), prince Bonaparte et altesse (1853)[11], épouse sans l'autorisation de Napoléon III, religieusement, vers 1857 Éléonore-Justine Ruflin (1832-1905) ;
  - Antoine Bonaparte (1816-1877), prince Bonaparte et altesse (1853)[11], épouse en 1839 Carolina Maria Anna Cardinali (1823-1879) ;
  - Marie-Alexandrine Bonaparte née à Pérouse le 10 octobre 1818, morte à Florence le 20 août 1874, princesse Bonaparte et altesse (1853)[11], mariée le 29 juillet 1836 à Vincenzo Valentini comte di Laviano (1808-1858), propriétaire, membre de l'Assemblée constituante et ministre des Finances de la République romaine (1848) ;
  - Constance Bonaparte née à Bologne le 30 janvier 1823, morte à Rome le 5 septembre 1876, princesse Bonaparte et altesse (1853)[11], abbesse du couvent du Sacré-Cœur à Rome.

## Armoiries

Armes de la famille Bonaparte.
Armoiries du prince de Canino et Musignano.
Armoiries pendant les Cent-Jours.

## Accomplissements littéraires
Parallèlement, Lucien s'intéressait beaucoup à la vie littéraire et écrivit lui-même quelques ouvrages, ce qui lui valut un fauteuil à l'Académie française en 1803 à l'âge de 28 ans. Il en fut radié par l'ordonnance du 21 mars 1816. Il était aussi un assidu du salon de Mme Récamier. Il composa deux poèmes épiques : Charlemagne et La Cyrnéïde ou la Corse sauvée. Il avait été admis à l'Institut, et fut un des premiers protecteurs de Pierre-Jean de Béranger.

## Publications
- La Tribu indienne, ou Edouard et Stellina, roman, Paris 1799 (trad. en anglais et en allemand)
- Charlemagne ou l'Église sauvée, poème épique en 24 chants, Paris 1815 (traduit en anglais)
- La Cyrnéïde ou la Corse sauvée, 12 chants, Paris 1819
- Aux citoyens français membres des colléges électoraux, Le Mans 1834
- La vérité sur les Cent-Jours, Paris 1835
- Mémoires de Lucien Bonaparte, prince de Canino, écrits par lui-même, Paris 1836
- Mémoire sur les vases étrusques, Paris 1836
- Le 18 brumaire, Paris 1845

## Dans la culture

### Télévision
Dans la série télévisée La Guerre des trônes, la véritable histoire de l'Europe (2024), Lucien Bonaparte est interprété par Benjamin Gazzeri Guillet.